# 大山守皇子
大山守皇子（おおやまもり の みこ、生年不明 - 応神天皇41年）は、記紀に伝えられる古墳時代の皇族（王族）。

## 概要
応神天皇の皇子で、母は高城入姫命（品陀真若王の女）。仁徳天皇・菟道稚郎子の異母兄に当たる。大山守命とも。
応神天皇40年1月、菟道稚郎子の立太子の際、山川林野の管掌を任されたが、兄である自らが皇太子になれなかったことを恨んでいた。応神天皇の崩御後、密かに皇位を奪おうと謀り、皇太子を殺害するために数百の兵を挙げた。しかし、この謀は前もって大鷦鷯尊（おおさざきのみこと。後の仁徳天皇）と皇太子の察知するところとなり、菟道川（うじがわ）の渡河中に渡し守に扮する皇太子の計略によって船を転覆させられ、救援を請うも空しく水死した。遺骸は考羅済（かわらのわたり。現在の京都府京田辺市河原）で見つかり、那羅山に葬られたという（那羅山墓）。現在、この墓は奈良市法蓮町所在の円墳に比定され、宮内庁の管理下にある。

## 後裔
土形君（ひじかたのきみ、城飼郡土形郷）・榛原君（はいばらのきみ、榛原郡）・幣岐君（へきのきみ、城飼郡比木郷）などが知られる。
なお、長野県生坂村の日置神社には、白鳳7年（667年）6月に大山奉行尊の子孫の日置部真木己利が日岐郷（現・生坂村）に至り神社を創建したという伝承がある。